# Traitant
En France, sous l'Ancien Régime, le terme traitant désigne les personnes qui ont passé un traité de finances avec le roi. En ce sens, les traitants sont aussi appelés financiers.
Les traités de finances sont des contrats signés au Conseil du roi entre le pouvoir royal d'une part, et un prête-nom qui représente la personne qui se charge d'exécuter ce contrat d'autre part. Cet exécuteur s'appelle le traitant. Le contrat mentionne :
- l'affaire prise en charge
- le montant financier attendu par le roi
- les modalités de versements

Le traitant doit donc avancer une somme d'argent au roi avant une certaine date. Il se rembourse par la suite, en tirant un bénéfice, sur les sujets concernés. C'est la raison pour laquelle ils étaient particulièrement détestés. La plupart des traitants n'interviennent qu'une fois (entre 65 % et 70 % d'entre eux). Les autres restent longtemps en place et brassent des sommes d'argent considérables. Certains se spécialisent dans un certain type d'activité comme la perception de l'impôt. La majorité des traitants sont des Parisiens, comme Paul Poisson de Bourvallais, qui a souscrit plus de cent traités sous Louis XIV.